# HC Davos
El Hockey Club Davos es un club suizo de hockey sobre hielo de la ciudad de Davos. El HC Davos es campeón de récords con 31 títulos de la Liga suiza y es el club deportivo más popular del cantón de los Grisones. El estadio es el Vaillant Arena, un edificio de madera arquitectónicamente excepcional.
El hockey sobre hielo se jugaba originalmente sobre hielo natural. Los equipos de las montañas como Davos tenían una ventaja debido a la mayor disponibilidad de superficies de hielo natural durante el invierno. Con la creciente difusión de las pistas de hielo artificial a mediados del siglo XX, los clubes de la ciudad ganaron cada vez más terreno. A pesar de todas las adversidades, el HC Davos logró seguir siendo un equipo suizo de primera línea y, junto con el SC Bern, el ZSC Lions y el HC Lugano, fue uno de los "cuatro grandes" del hockey sobre hielo suizo hasta el siglo XXI.
El HC Davos goza de fama internacional como organizador de la Spengler Cup.
- Datos: Q36921
- Multimedia: HC Davos / Q36921